# 14e étape du Tour de France 2005
Pour un article plus général, voir Tour de France 2005.
La 14e étape du Tour de France 2005 s'est déroulée le 16 juillet 2005 entre Agde et la station de sports d'hiver d'Ax 3 Domaines sur une distance de 220,5 km. Comprenant six sommets dont un point culminant à 2 001 mètres et une arrivée en altitude, c'est une étape typique de montagne.
Les coureurs se sont réellement lancés dans la course à seulement 7 km du départ lorsqu'un groupe de 15 coureurs quitte le peloton. Au 20e kilomètre, il restait encore 10 coureurs, dont Alexandre Moos, Juan Manuel Gárate, Stefano Garzelli et Georg Totschnig. À l'entamée de la montée au port de Pailhères, le col le plus haut de l'étape, les échappés ont une avance maximale de 9 min 30.
À ce moment Lance Armstrong est rapidement isolé de ses coéquipiers de l'équipe cycliste Discovery Channel après l'attaque de l'équipe cycliste T-Mobile. À un instant Armstrong semblait lui-même perdre de la distance sur Jan Ullrich et Ivan Basso, mais il parvient rapidement à les rattraper. Georg Totschnig parvient à s'échapper du groupe de tête et passe le premier au col, suivi par Stefano Garzelli à 52 secondes. Le groupe comprenant Armstrong, Ullrich, Basso, Floyd Landis et Levi Leipheimer est à 3 min 50.
Dans la longue descente, un groupe de 11 coureurs se forme derrière Totschnig et Garzelli toujours esseulés. Ces onze coureurs ainsi que Garzelli seront repris par Armstrong, Ullrich et Basso qui augmentent le tempo de la course à la montée du dernier col ; seul l'Autrichien Totschnig parvient à résister et finalement à l'emporter avec une avance de 56 secondes sur le second Lance Armstrong. Georg Totschnig est le premier Autrichien à obtenir une victoire d'étape depuis le Tour de France 1931.

## Sprints intermédiaires
- 1. Sprint intermédiaire de Narbonne (kilomètre 50)

| Premier   | Carlos Da Cruz, 6 pts. et 6 s  |
| Second    | Philippe Gilbert, 4 pts.et 4 s |
| Troisième | Andriy Grivko, 2 pts. et 2 s   |
- 2. Sprint intermédiaire de Saint-Laurent-de-la-Cabrerisse (kilomètre 78)

| Premier   | Carlos Da Cruz, 6 pts. et 6 s   |
| Second    | Philippe Gilbert, 4 pts. et 4 s |
| Troisième | Andriy Grivko, 2 pts. et 2 s    |

## Classement du maillot à pois de la montagne
| Premier   | Yuriy Krivtsov, 3 pts.     |
| Second    | Juan Manuel Gárate, 2 pts. |
| Troisième | Andriy Grivko, 1 pts.      |

| Premier   | Juan Manuel Gárate, 3 pts. |
| Second    | Stefano Garzelli, 2 pts.   |
| Troisième | Walter Bénéteau, 1 pts.    |

| Premier   | Juan Manuel Gárate, 3 pts. |
| Second    | Walter Bénéteau, 2 pts.    |
| Troisième | Andriy Grivko, 1 pts.      |

| Premier   | Juan Manuel Gárate, 4 pts. |
| Second    | Georg Totschnig, 3 pts.    |
| Troisième | Andriy Grivko, 2 pts.      |
| Quatrième | Stefano Garzelli, 1 pts.   |

| Premier   | Georg Totschnig, 20 pts.  |
| Second    | Stefano Garzelli, 18 pts. |
| Troisième | Walter Bénéteau, 16 pts.  |
| Quatrième | Jan Ullrich, 14 pts.      |
| Cinquième | Floyd Landis, 12 pts.     |
| Sixième   | Lance Armstrong, 10 pts.  |
| Septième  | Levi Leipheimer, 8 pts.   |
| Huitième  | Ivan Basso, 7 pts.        |
| Neuvième  | Francisco Mancebo, 6 pts. |
| Dixième   | Michael Rasmussen, 5 pts. |

| Premier   | Georg Totschnig, 30 pts.   |
| Second    | Lance Armstrong, 26 pts.   |
| Troisième | Ivan Basso, 22 pts.        |
| Quatrième | Jan Ullrich, 18 pts.       |
| Cinquième | Floyd Landis, 16 pts.      |
| Sixième   | Levi Leipheimer, 14 pts.   |
| Septième  | Francisco Mancebo, 12 pts. |
| Huitième  | Michael Rasmussen, 10 pts. |